# Battlecom
Battlecom ist eine proprietäre Sprachkonferenzsoftware. Sie wird zumeist von Computerspielern parallel zu Online-Spielen (hauptsächlich Ego-Shootern wie Tactical Ops: Assault on Terror oder Counter-Strike) eingesetzt, um eine spielunabhängige Kommunikation zwischen den Spielern eines Teams zu ermöglichen und sich so Vorteile zu verschaffen (Übermittlung der Position von gegnerischen Spielern usw.).
Die Entwicklung an Battlecom wurde jedoch bei Version 1.32 im Jahre 1999 gestoppt, da Microsoft den Entwickler ShadowFactor im Juni 1999 gekauft hatte und u. a. zur Entwicklung einer eigenen Voice over IP Software nutzte. Hieraus ging im September 2000 die Microsoft Hardware-Software-Combo Sidewinder Gamevoice hervor.
Aufgrund der damit stark zurückgegangenen Verbreitung von Battlecom konzentrierte sich das Interesse der vorzugsweise spielenden Zunft im Laufe der Zeit zunehmend auf Alternativen wie Ventrilo, Mumble oder TeamSpeak.